# Vlag van Hoegaarden
De vlag van Hoegaarden werd door de gemeenteraad op 5 maart 1982 officieel vastgesteld als de gemeentelijke vlag van de Vlaams-Brabantse gemeente Hoegaarden. Op 2 september 1985 werd hij door het Bestuur van Vlaanderen bevestigd en uiteindelijk gepubliceerd op 8 juli 1986 in het officiële Belgisch Staatsblad.
Officieel wordt de vlag beschreven als:
Drie even hoge banen van blauw, van geel en van blauw.
De kleuren van de vlag, tevens de traditionele kleuren van de familie Nassau, zijn ontleend aan het gemeentewapen. Dit gemeentevlag is identiek aan de vlaggen van Boskoop, Hedel, Papendrecht, Rijswijk en Schipluiden.

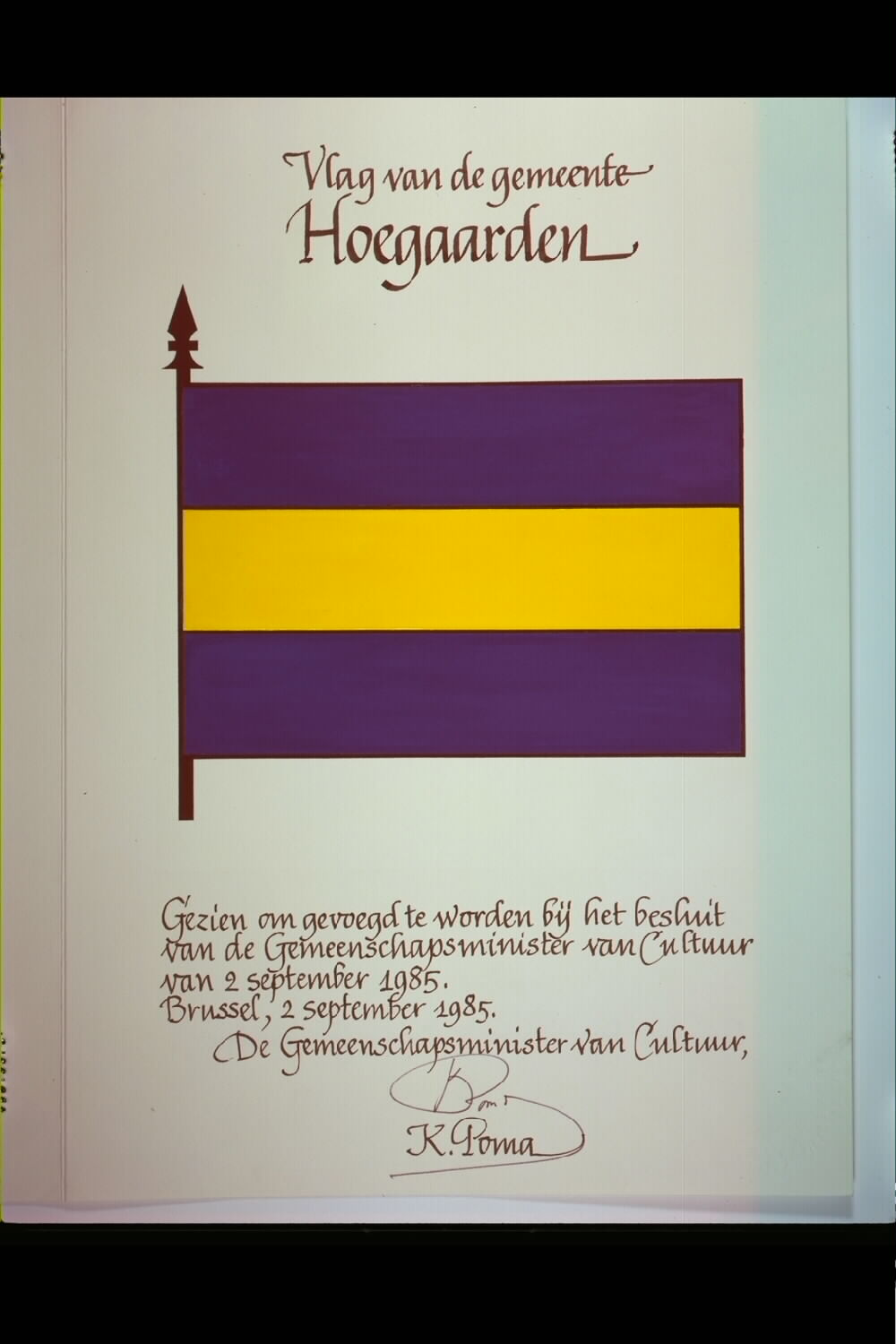
Ontwerp vlag getekend door Karel Poma
Wapenschild van Nassau
Vlag van Boskoop
Vlag van Hedel
Vlag van Papendrecht
Vlag van Rijswijk (Zuid-Holland)
Vlag van Schipluiden